# 라몬 엔시나스
라몬 엔시나스 디오스(스페인어: Ramón Encinas Dios; 1893년 5월 19일, 갈리시아 주 폰테베드라 ~ 1967년 3월 21일, 마드리드 주 마드리드)는 스페인의 전 축구 감독이다. 그는 발렌시아를 이끌고 1941-42 시즌에, 세비야를 이끌고 1945-46 시즌에 라 리가 우승을 이끌었다. 발렌시아의 경우 첫 우승이며, 세비야는 2020년 기준으로 현재까지 유일한 리그 우승이다. 그는 1943년 9월부터 1945년 5월까지 레알 마드리드 감독직을 역임하기도 하였다.